# Галілео Ферраріс
Галіле́о Ферра́ріс (італ. Galileo Ferraris; 30 жовтня 1847, Ліворно-Феррарис — 7 лютого 1897) — італійський фізик та інженер-електрик, відомий в основному завдяки відкриттю обертового магнітного поля, на принципі роботи якого працює асинхронний двигун.

## Біографічні відомості
Народився в місті Ліворно-Феррарис. Феррарі отримав ступінь бакалавра в галузі інженерних наук і став помічником технічної фізики італійського промислового музею. Феррарі виявив обертове магнітне поле в 1885 році. Експериментував з різними типами асинхронних електродвигунів. У 1888 році Феррарі опублікував свої дослідження Королівській академії наук в Турині (пізніше, в тому ж році Тесла одержав патент за відкриття явища обертального магнітного поля).
Ці відкриття стали основою для створення індукційних двигунів і відкрили шлях індукційним лічильникам.
У 1889 році Феррарі працював в школі електротехніки (перша школа такого роду в Італії). У 1896 році вступив у Італійську електротехнічну Асоціацію і став першим національним президентом цієї організації.